# Ivan Lacković
Ivan Lacković Croata est un peintre croate d'art naïf. Il est né en 1932 à Batinske et mort à Zagreb en 2004.

## Biographie
{à compléter}
Lacković est né dans une famille de paysans du village de Batinske, près de Kalinovac. Son père, Vid, était laboureur et n'avait deux années de l'école primaire. Sa mère, Terezija Grgec, n'a jamais frêquentê l'êcole. Après avoir terminé ses études primaires á Kalinovica et á Molvice, il travaille comme ouvrier dans les champs et les forêts. Il  réalise ses premières aquarelles, représentant la vie de village, en 1944. 
L'école primaire terminée, Lacković en 1944 travailie comme journalier sur une propriété forestiére. Il peint des «images religiouses» sur les murs des maisons villageoises en se servant du badigeon délayé avec du lait. En 1952 fait son service militaire. En 1954, epouse Ana Ferega et déménage á Kloštar Podravski et s'occupe de l'agriculture. En 1955, son fils Ivan est né.
Lacković s'installe et travaille à Podravski en 1954. Il y passe trois ans et peint ses premières huiles. Il a ensuite déménagé à Zagreb, où il a travaillé comme facteur et postier. En 1962, il rencontre Krsto Hegedušić et travaille occasionnellement dans son atelier de maître. Sa première exposition individuelle au sein du cabinet Hazu of Graphics en 1964 a établi sa réputation de dessinateur de renom. Il a quitté le poste en 1968 et est devenu peintre professionnel.

## Son œuvre
Ses œuvres sont présentes au musée d'art Carnegie de Pittsburgh, au musée croate d'art naïf de Zagreb, au musée Henri Rousseau à Laval...

## Literatur
- (hr + fr) Vladimir Maleković, Ivan Lacković Croata, Zagreb, Nakladni zavod Matice hrvatske, 1973